# International Student Conference
De International Student Conference is een internationale, overkoepelende studentenvereniging die in 1950 werd opgericht tegen het IUS (International Union of Students) dat in Praag gevestigd was.
De scheuring kwam er over de discussie of studenten als geheel wel of niet een politiek stellingname moesten innemen. De ISC vertolkte daarbij het standpunt dat studenten niet noodzakelijk politiek betrokken moesten zijn. De ISC had haar coördinatie secretariaat (COSEC) in Leiden.
Na haar oprichting had de ISC een gestage groei. In 1962 vertegenwoordigde ze tachtig studentenkoepels. In de jaren zestig groeide er ongenoegen over de apolitieke opstelling van het ISC. Deze evolutie liep parallel en werd versterkt door de groei van Nieuw Links onder de studenten. In 1967 raakte bekend dat het ISC door de CIA werd gesponsord, dit betekende het einde voor de studentenvereniging.